# نوشرا
نوشرا (به انگلیسی: Noushera) یک منطقهٔ مسکونی در پاکستان است که در ناحیه کچهی واقع شده‌است.